# Schloss Buonas
Das Schloss Buonas, in der Geschichte auch Burg Buonas, Schloss Hertenstein und Altes Schloss Buonas, ist ein Schloss im Ortsteil Buonas der Gemeinde Risch. Es liegt auf einer Halbinsel am Zugersee und verfügt über einen weitläufigen Park. Es ist Teil des BLN-Objektes Nr. 1309 Landschaft «Zugersee». Von 1877 bis 1979 befand sich im Park neben dem Alten Schloss auch das Neue Schloss Buonas. Heute ist die Anlage Teil des Ausbildungszentrums Roche Forum.

## Geschichte
Das genaue Baujahr des Schlosses kann heute nicht mehr nachgewiesen werden, allerdings deutet eine Überschrift über dem Portal des Schlosses auf das Jahr 1071. Erstmals erwähnt wird der Ortsname in einer Schenkungs-Urkunde vom 22. Januar 1130, in der von den Rittern «von Bochunna» die Rede ist. Erst 1223 ist wieder von einem Angehörigen dieses Geschlechtes die Rede, Petrus de Buochnase. Adelheid von Buonas war dann die letzte Vertreterin ihres Geschlechtes, sie heiratete 1250 Ulrich von Hertenstein, womit das Schloss in die Hände des Luzerner Adelsgeschlecht von Hertenstein fiel.
Wegen Differenzen über das Herrschaftsgebiet zwischen dem Stande Zug und der Familie Hertenstein, die von den Luzernern unterstützt wurden, drohten die Zuger 1421 die Herrschaft und damit auch das Schloss Buonas militärisch einzunehmen. Die Familie Hertenstein heuerte deshalb Kriegsleute an, die auf der Herrschaft stationiert waren, während die Zuger ihre Soldaten für eine Auseinandersetzung einstellten. Erst ein Schiedsspruch der eidgenössischen Tagsatzung vom 20. August 1424 löste dieses Problem. Er beliess die Familie Hertenstein bei all ihren Gerichten, ausgenommen die hohe Gerichtsbarkeit, die denen von Zug gehören und bleiben soll.
1478 brannte das Schloss bis auf die Grundmauern ab. Wegen wiederholten Streitigkeiten mit den Zugern und Meinungsverschiedenheiten unter den Erben konnte mit dem Wiederaufbau erst 1494 begonnen werden. Der Neubau wurde 1498 abgeschlossen und erhielt ein weiteres Stockwerk. Nachdem die letzte Erbin des Schlosses im Oktober 1654 Johann Martin Schwytzer geheiratet hat, übergab sie das Erbe an ihren Mann und die Herrschaft des Geschlechtes Hertenstein über Buonas wurde beendet. Der neue Schlossherr strebte im Gegensatz zu den vorherigen Herren nach einem guten Verhältnis mit den Zugern. Am 28. März 1782 verkaufte Josef Xaver Thüring Schwytzer das Schloss für 37'625 Gulden an zwei Bürger der Stadt Zug, wobei die Zuger zwei Drittel des Kaufpreises finanzierten.
In den darauf folgenden Jahren folgten zahlreiche Besitzerwechsel, wodurch das ganze Anwesen vernachlässigt wurde. 1862 erwarb  Graf Mieczislaw de Komar aus Paris das Schloss und restaurierte es mit viel Aufwand. 1871 geht das Grundstück dann an den damaligen Direktor der Zürcher Maschinenfabrik Escher-Wyss Carl August von Gonzenbach-Escher über, der das Schlossgelände in eine Parklandschaft umwandelt und sich vom renommierten englischen Architekten William Wilkinson 1873 bis 1877 eine grosse Villa im neugotischen Baustil, das sogenannte «Neue Schloss» errichten liess. Der Bau war eines der Hauptwerke der profanen Neugotik in der Schweiz. 1970 wurde das Gebäude nach fast 100 Jahren abgerissen und durch ein Landhaus ersetzt. Als Begründung führte die damalige Besitzerin, Annie Bodmer-Abegg, an, dass das Neue Schloss nicht mehr ökonomisch zu betreiben sei und «dem Anspruch auf zeitgemässen Wohnkomfort nicht mehr länger genüg[t]e». Die Baudirektion des Kantons Zug widersprach trotz heftiger Kritik von Seiten der Eidgenössischen Kommission für Denkmalpflege und dem Architekturhistoriker der ETH Zürich, Paul Hofer dieser Argumentation nicht und führte an, der Bau sei ja von ausserhalb des Parkgeländes nicht sichtbar. Der Abbruch wird heute als einer der grössten Verluste an Architektursubstanz im Kanton bewertet. Er führte dazu, dass der Kanton Zug in der Folge einen Denkmalpfleger in Vollzeit anstellte. 1997 erwarb das Basler Pharmaunternehmen Hoffmann-La Roche die Anlage, um dort ein Weiterbildungszentrum für Kaderpersonal einzurichten. Mit dem Kauf verpflichtete sich die Firma, die historischen Gebäude zu erhalten.

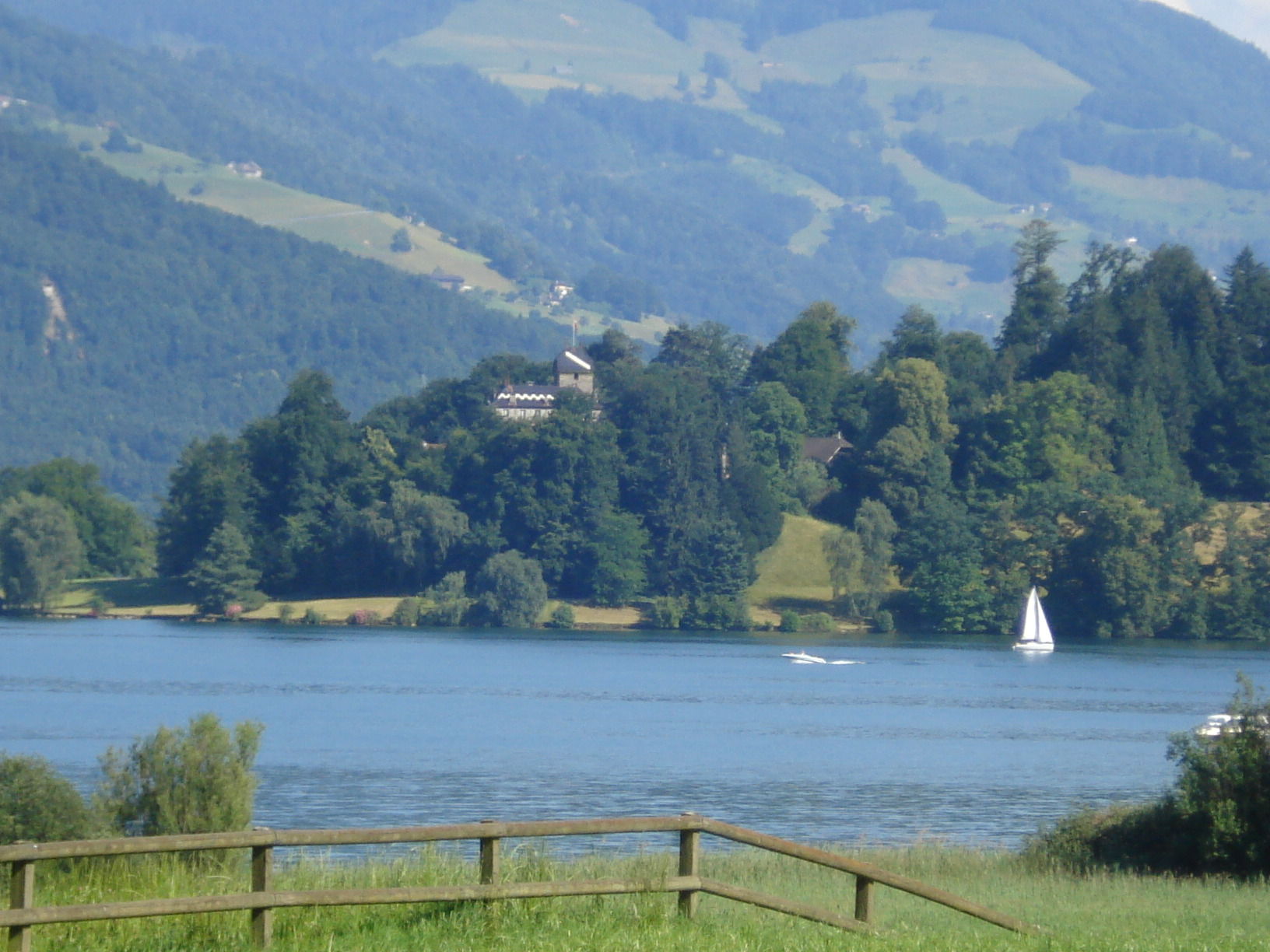
Das Schloss auf der Halbinsel Buonas
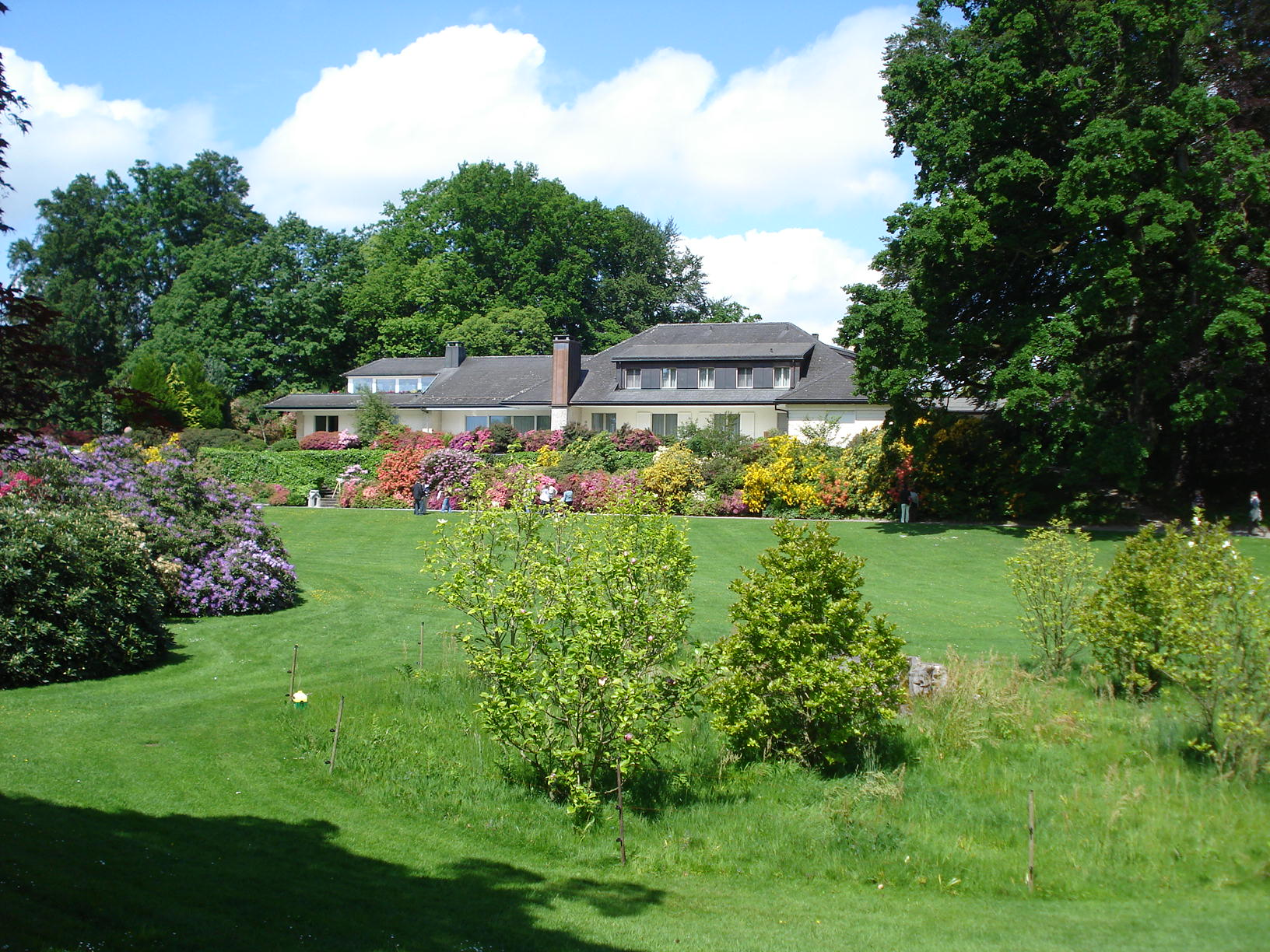
Villa anstelle des 1979 abgerissenen Neuen Schlosses Buonas
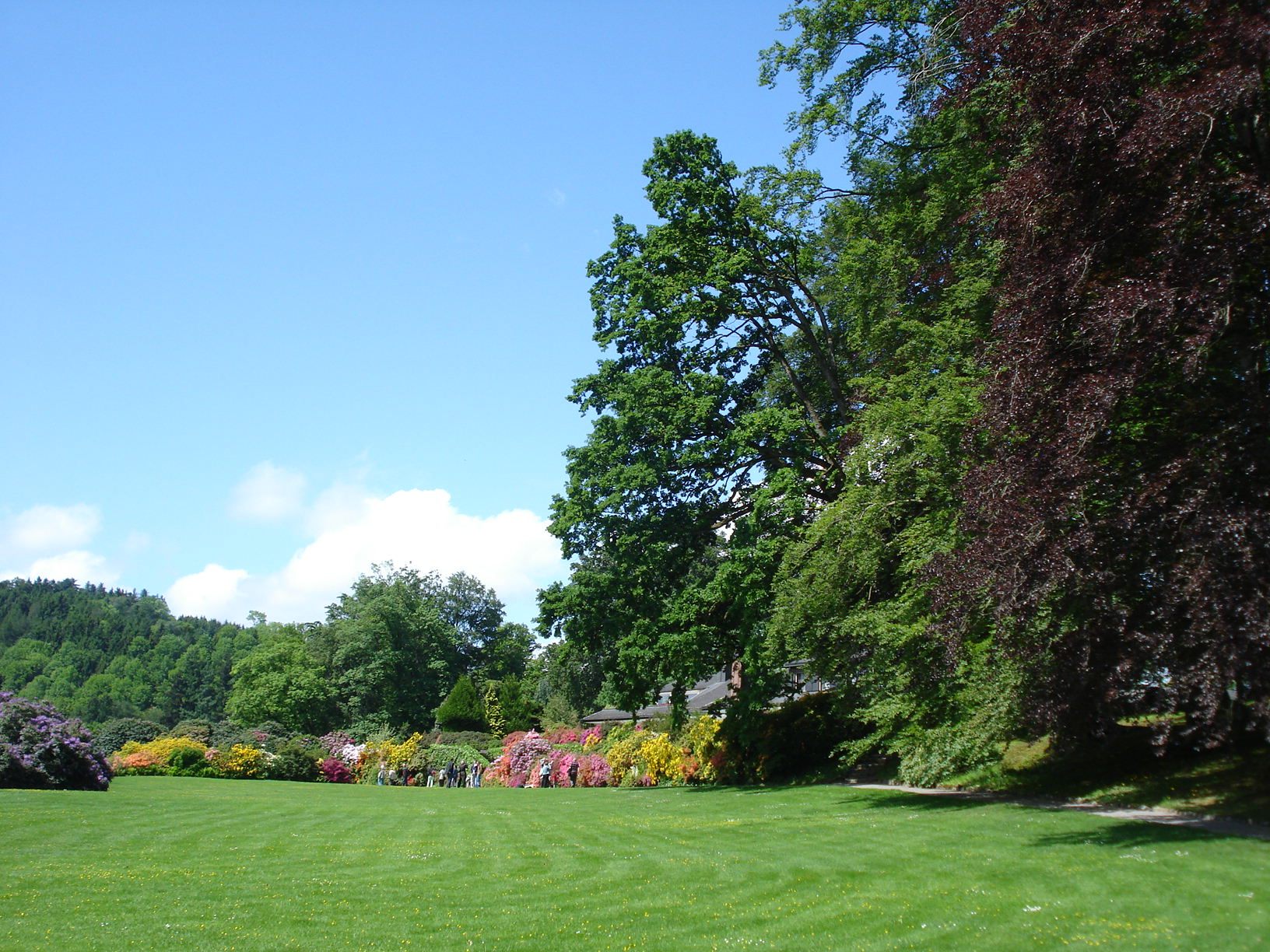
Ansicht aus dem südlichen Teil des Parks, Rhododendrongarten im Hintergrund
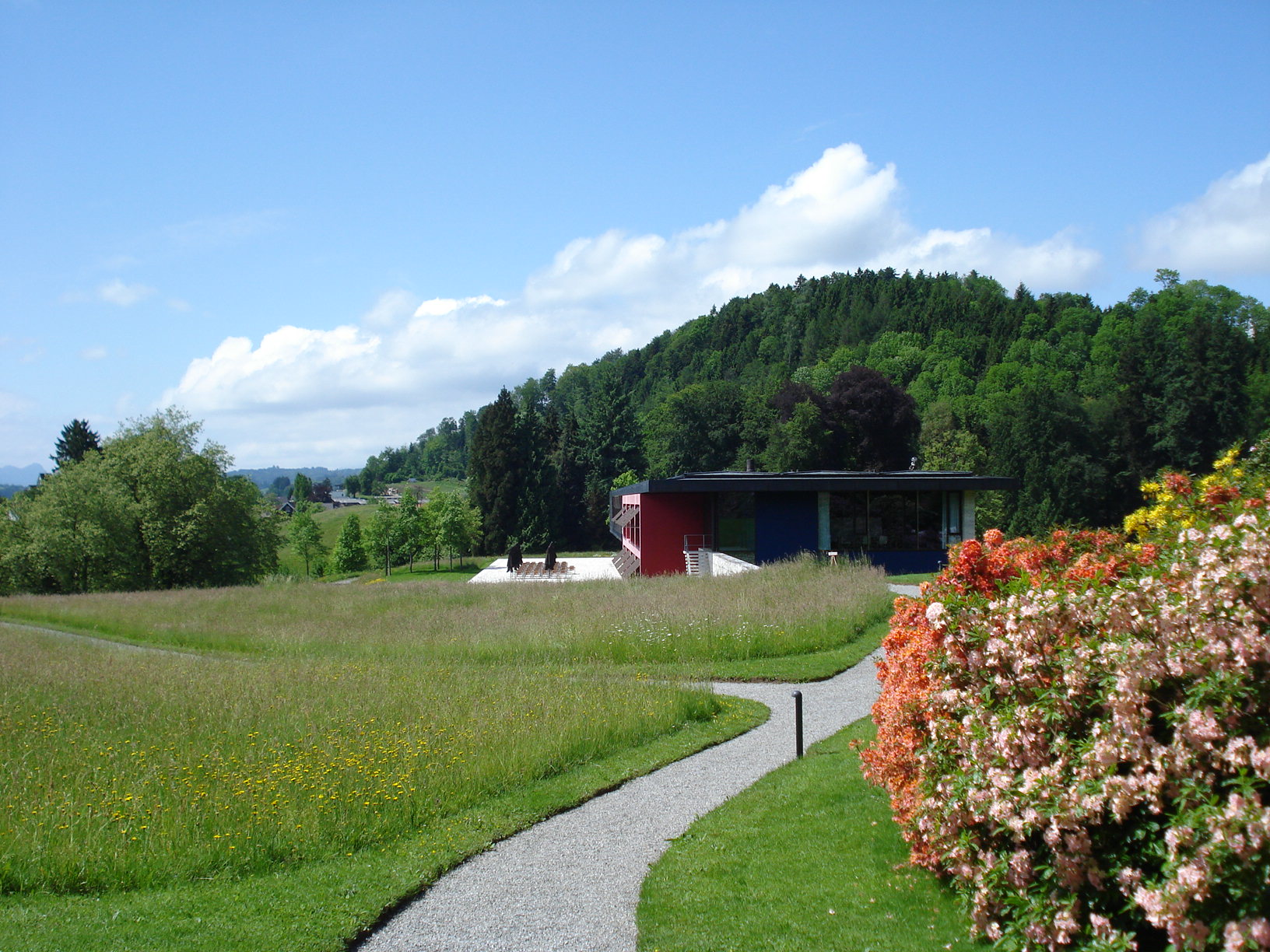
Blick auf das Fortbildungszentrum von Hoffmann-La Roche
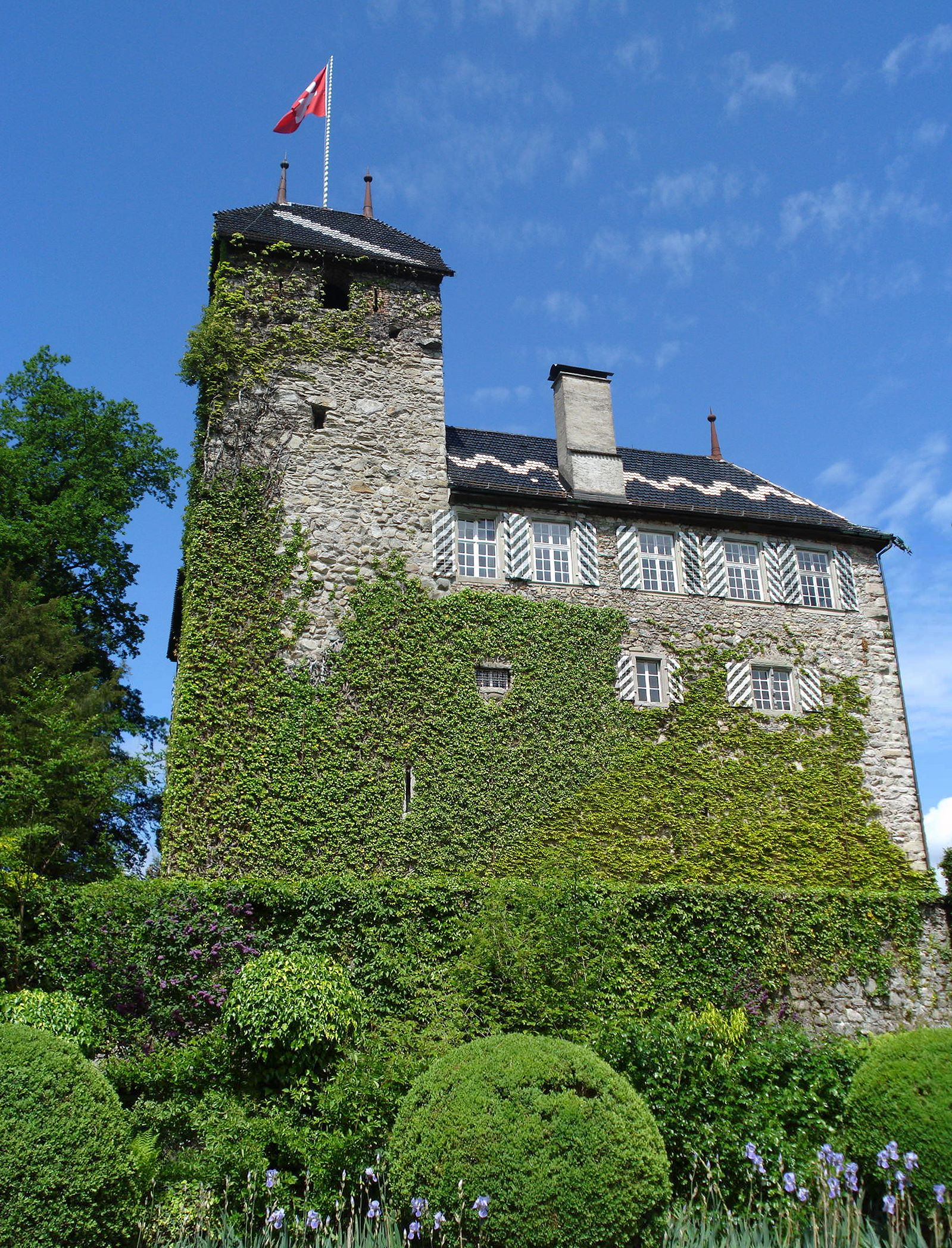
Gesamtansicht des Alten Schlosses
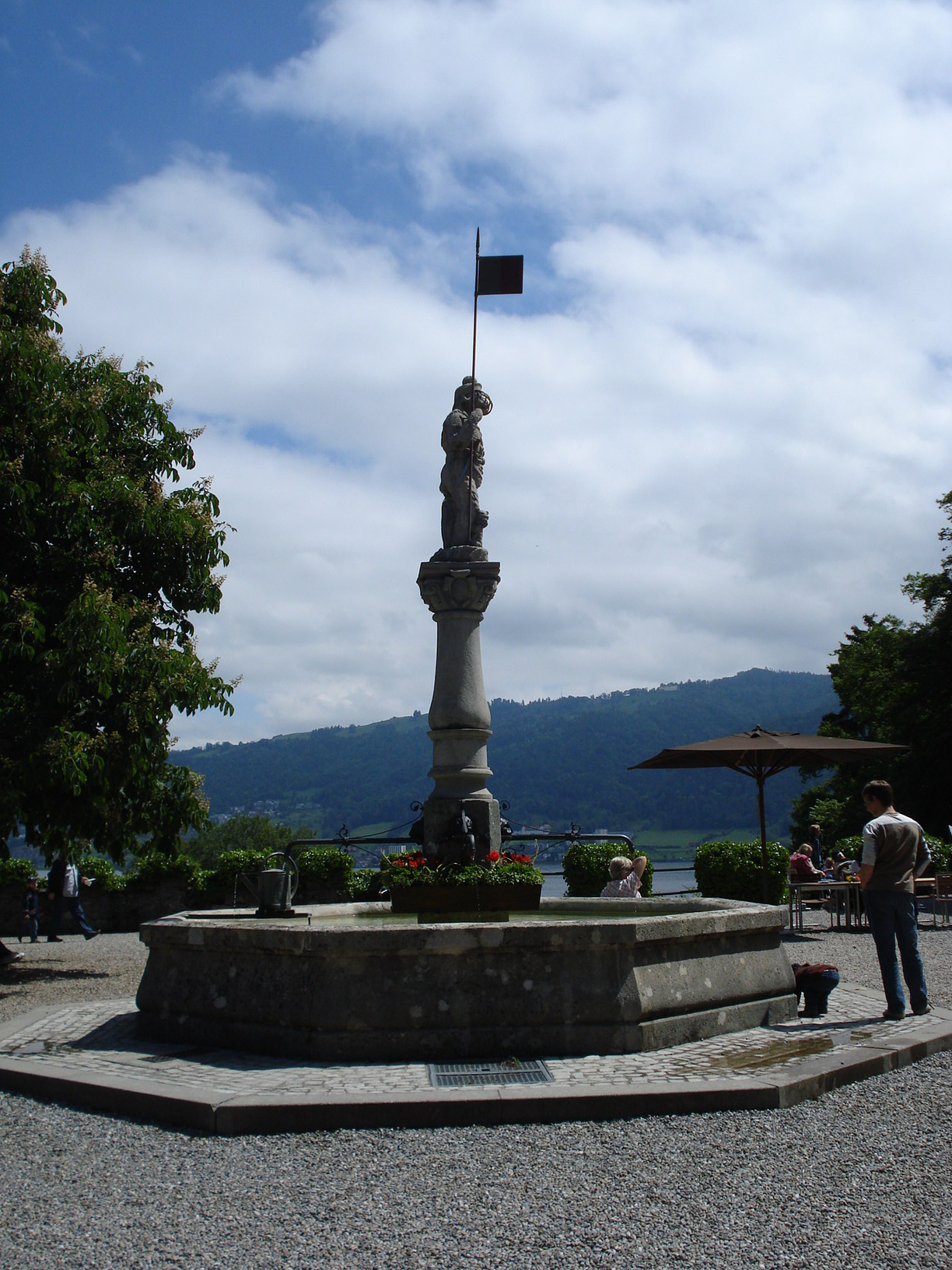
Zugerbrunnen am Alten Schloss